# Herbert Wadsack
Herbert Wadsack (Knittelfeld, 19 février 1912 - Vienne, 15 juillet 2004) est un bibliothécaire et écrivain autrichien.
Il était à la Wehrmacht et fut un prisonnier de guerre.
Il fut membre de l'Österreichischer Schriftstellerverbandet du PEN International.

## Œuvre
- A-To-Nal, 1982
- Bescheidenes Massaker. Kurzprosa aus dreißig Jahren, 1995
- Das Gedichtwerk. , 1995

### Poésie
- Die vor uns sterben, 1946
- Gewaltige Fuge des Lebens, 1966